# Somme-Leuze
Somme-Leuze (valonă Some-Leuze) este o comună francofonă din regiunea Valonia din Belgia. Comuna Somme-Leuze este formată din localitățile Somme-Leuze, Baillonville, Bonsin, Heure, Hogne, Nettinne, Noiseux, Sinsin, Waillet și Chardeneux. Suprafața sa totală este de 95,09 km². La 1 ianuarie 2008 comuna avea o populație totală de 4.750 locuitori. 
Comuna Somme-Leuze se învecinează cu comunele Havelange, Clavier, Durbuy, Hamois, Ciney, Hotton și Marche-en-Famenne.